# Uplawmoor
Uplawmoor è una località della Scozia, situata nell'area di consiglio di Renfrewshire Orientale.